# NGC 6832
NGC 6832 este o galaxie situată în constelația Dragonul. A fost descoperită în 11 august 1831 de către John Herschel.